# まほろば古の里歴史公園
まほろば古の里歴史公園（まほろばいにしえのさとれきしこうえん）は、山形県東置賜郡高畠町にある歴史公園。
秋は紅葉を楽しむことができる。

## 園内概要
- 日向洞窟
- 安久津八幡神社
- 山形県立うきたむ風土記の丘考古資料館
- あずま屋
  - 芋煮会やバーベキューをすることができる。

## アクセス
- 車
  - JR山形駅より約1時間[1]
  - JR高畠駅より約15分[1]

## 周辺
- 国道113号（七ヶ宿街道）
- 道の駅たかはた
- 高畠町郷土資料館